# براوو (شبکه تلویزیونی آمریکایی)
براوو (انگلیسی: Bravo) یک شبکه تلویزیون پولی  آمریکایی است، که در ۸ دسامبر ۱۹۸۰ راه‌اندازی شد.

## تاریخ
براوو در ابتدا به عنوان یک شبکه پرمیوم بدون تبلیغات در ۸ دسامبر ۱۹۸۰ راه اندازی شد. این شبکه در ابتدا متعلق به دو کمپانی Rainbow Media Cablevision و Warner-Amex Satellite Entertainment بود. این کانال ادعا کرد که «اولین سرویس تلویزیونی اختصاص یافته به فیلم و هنرهای نمایشی» است. این کانال در ابتدا برنامه‌های خود را دو روز در هفته پخش می‌کرد و - مانند شبکه سابق براوو، به نام نیکلودئون، که محتوای نمایشی کانال خود را با سرویس تلویزیونی آلفا رپرتوری به اشتراک می‌گذاشت - محتوای نمایشی کانال خود را با سرویس پرداخت درون برنامه‌ای بزرگسالان Escapade (در حال حاضر Playboy TV) به اشتراک گذاشت که شامل فیلم‌های درجه‌بندی B (از ژانرهای اکشن، گرندهاوس و ترسناک) و فیلم‌های پورنوگرافیک بود. در سال ۱۹۸۱، براوو برای ۴۸۰۰۰ مشترک در سراسر ایالات متحده سرویس ارائه می‌داد. این تعداد چهار سال بعد به حدود ۳۵۰۰۰۰ مشترک افزایش یافت. شبکه براوو در سال ۱۹۸۵ به واسطه گزارشی که نیویورک تایمز ارائه داد، دریافت که بیشتر برنامه‌های آن شامل فیلم‌های بین‌المللی، کلاسیک و فیلم‌های مستقل است. مشاهیری مانند E. G. Marshall و Roberta Peters توضیحات افتتاحیه و پایانی فیلم‌های پخش شده در این کانال را به تصویر می‌کشیدند.
در سال ۱۹۹۹، Metro-Goldwyn-Mayer بیست درصد از سهام این شبکه را به دست آورد که متعاقباً آن را در سال ۲۰۰۱ به Rainbow Media فروخت. NBC شبکه را در سال ۲۰۰۲ به قیمت ۱٫۲۵ میلیارد دلار خریداری کرد. البته وی تا آن زمان چندین سال بود که در کانال و شبکه‌های زیرمجموعه براوو سهام داشت. کمپانی براوو در آن زمان NBC، جنرال الکتریک و سایر شبکه‌های کابلی را با Vivendi Universal Entertainment در مه ۲۰۰۴ ادغام کرد تا بتواند NBC یونیورسال را تشکیل دهد.